# Genèse (album)
Pour les articles homonymes, voir Genèse (homonymie).
 (juin 2018).
Si vous disposez d'ouvrages ou d'articles de référence ou si vous connaissez des sites web de qualité traitant du thème abordé ici, merci de compléter l'article en donnant les références utiles à sa vérifiabilité et en les liant à la section « Notes et références ».
Albums de Passi
Les Tentations
(1997) Odyssée
(2004)
Singles
1. Émeutes
Sortie : 2000
2. Ma zik
Sortie : 2001

Genèse est le deuxième album du chanteur, compositeur et rappeur franco-congolais Passi, sorti en octobre 2000 sous le label V2 Records.
Il existe une seconde version de l'album, sortie l'année suivante, le 22 mai, qui contient le single Ma Zik mais omet l'interlude L'Habit ne fait pas le moine,.
Il se place 19 semaines dans les classements français, atteignant la 4e place dès son entrée,.
Il se vend à plus de 200 000 exemplaires et est certifié double disque d'or[réf. nécessaire].

## Liste des titres
| 1.    | Le Commencement                                 | 1:14 |
| 2.    | C'qu'ils veulent                                | 4:14 |
| 3.    | Rap Bizness                                     | 4:33 |
| 4.    | Dieu créa Einstein (feat. Oli.B)                | 4:08 |
| 5.    | Famille et amis                                 | 4:20 |
| 6.    | www.passiweb.com                                | 3:23 |
| 7.    | Pour mes supporters                             | 3:04 |
| 8.    | Ex-Nihilo (feat. Bideew Bou Bess et RCFA)       | 4:27 |
| 9.    | Africa Jamaïca (feat. Rita Marley)              | 3:36 |
| 10.   | Le Plan B : "La Cicatrice" (feat. Stomy Bugsy)  | 3:36 |
| 11.   | L'Habit ne fait pas le moine (interlude)        | 2:10 |
| 12.   | Tort ou raison (feat. M'Passi)                  | 3:59 |
| 13.   | Ghetto Star                                     | 3:40 |
| 14.   | Le Rêve Africain (feat. Bisso Na Bisso)         | 4:19 |
| 15.   | 7 Société va mal                                | 4:31 |
| 16.   | Émeutes                                         | 3:39 |
|       | 'Titre Bonus - Édition standard (CD et vinyle)' |      |
| 17.   | Mélodie                                         | 4:17 |
| 63:10 |                                                 |      |